# Constance Frost
Pour les articles homonymes, voir Frost.
Constance Helen Frost (23 juin 1862 - 29 janvier 1920) est une médecin, bactériologiste et pathologiste néo-zélandaise.

## Enfance et formation
Frost est née en 1862, probablement à Liverpool, en Angleterre, la deuxième des huit enfants du riche armateur et marchand Thomas Frost et de sa femme Mary Ann, née Antwis. Elle a fait ses études dans un pensionnat à Sutton Coldfield. Sa famille a déménagé en Nouvelle-Zélande quand elle avait environ 17 ans, s'installant à Onehunga.

## Carrière
En 1889, Frost s'inscrit au Auckland University College et obtient son Bachelor of Arts en 1892. Elle s'est ensuite inscrite à la faculté de médecine de l'université d'Otago et a obtenu son diplôme de Bachelors of Medicine and Surgery en 1900, aux côtés d'Alice Woodward, Daisy Platts et Jane Kinder. Les femmes médecins n'ont pas trouvé facile d'obtenir des postes, mais l'hôpital d'Adélaïde avait de graves pénuries de personnel, donc Frost a pu déménager en Australie-Méridionale et obtenir un poste de résidence temporaire. En 1902, Frost est nommée assistante bactériologiste, responsable du laboratoire pendant 18 mois.
En 1903, Frost est retournée en Nouvelle-Zélande et a créé son propre cabinet de médecin et elle est devenue bactériologiste et pathologiste honoraire à l'hôpital d'Auckland. Prenant la succession d'Alice Woodward, Frost était la deuxième femme à occuper ce poste,. Pendant les dix premières années de son emploi à l'hôpital, Frost était la seule femme médecin. Malgré la reconnaissance des compétences de Frost en tant que bactériologiste, l'hôpital d'Auckland a continué à faire de la publicité pour un remplaçant masculin et a renouvelé son poste honorifique temporaire chaque année pendant quinze ans avant de finalement le mettre à niveau. En 1911, un résident senior fut nommé, Charles Maquire, qui n'acceptait pas de femmes médecins. Malgré cela, le soutien du Dr Florence Keller (en), qui était la seule femme membre de l'Auckland Hospital and Charitable Aid Board, a résulté en de petits honoraires pour Frost à partir de 1913, en reconnaissance de sa charge de travail accrue, qui aurait eu un impact sur ses revenus grâce à des activités privées. Finalement, en 1918, le poste de Frost est devenu à temps plein et elle a été payée 500 £ par an. À la mort de Frost en 1920, l'homme qui la remplaçait a été payé le double.

## Décès
Frost est restée célibataire. Elle est décédée chez elle à Auckland le 29 janvier 1920 après avoir contracté la grippe à cause de son travail,,. Elle est enterrée au cimetière de Purewa à Auckland avec d'autres membres de sa famille.
En 2017, Frost figurait parmi les « 150 femmes en 150 mots » de la Société royale de Nouvelle-Zélande, célébrant les contributions des femmes au savoir en Nouvelle-Zélande.